# Castilleja stenophylla
Castilleja stenophylla är en snyltrotsväxtart som beskrevs av Marcus Eugene Jones. Castilleja stenophylla ingår i släktet målarborstar, och familjen snyltrotsväxter. Inga underarter finns listade i Catalogue of Life.